# Fergus Suter
Fergus Suter (Glasgow, 21 novembre 1857 – Blackpool, 31 luglio 1916) è stato un calciatore scozzese, di ruolo attaccante. È generalmente considerato il primo calciatore professionista.

## Carriera

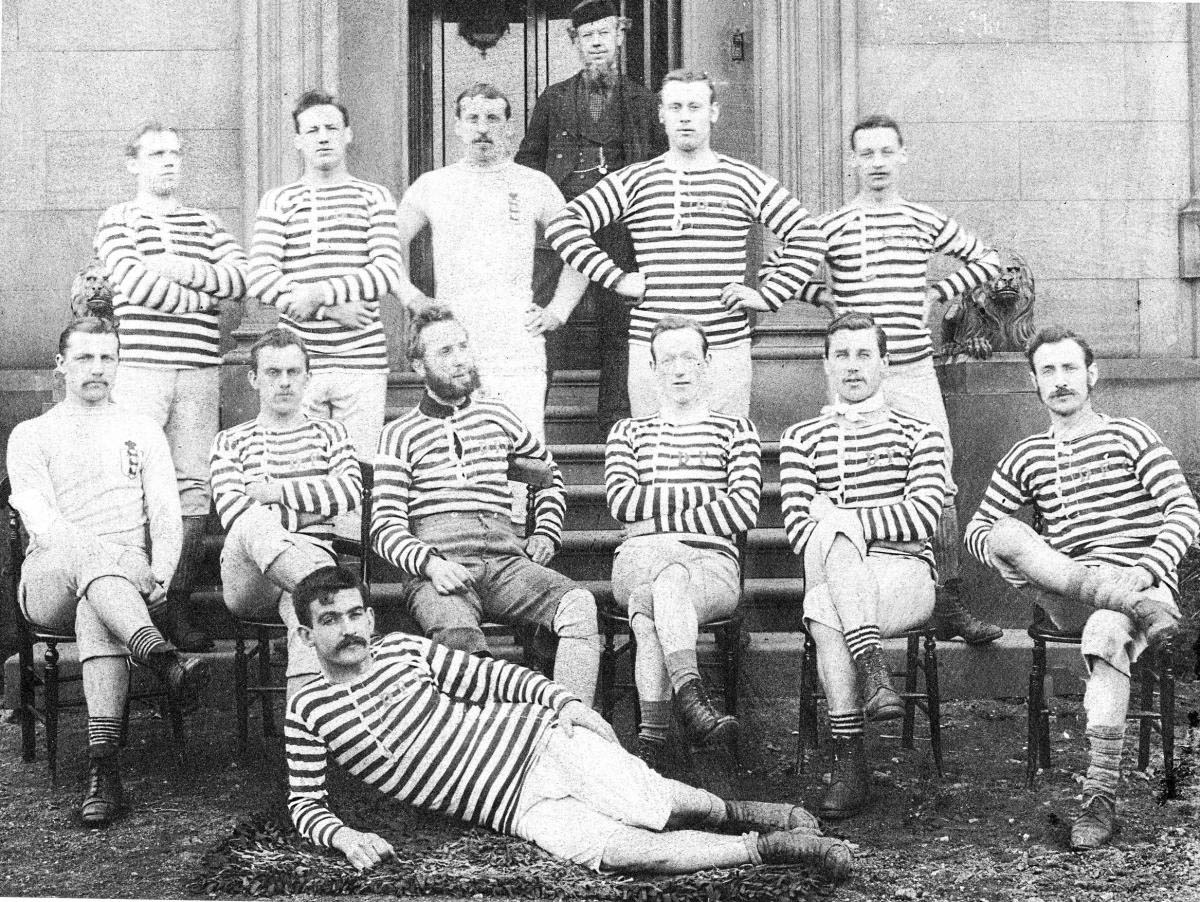
Il Darwen nella stagione 1879-1880: Suter è quello sdraiato per terra.

Nato a Glasgow nel 1857, lavorava come scalpellino nel borgo di Partick. Nel 1876 si unì alla squadra di calcio locale, il Partick FC. Nel 1878 si trasferì in Inghilterra, a Darwen, per giocare con il Darwen FC: Suter, che abbandonò il lavoro come scalpellino perché la pietra inglese era a suo dire troppo difficile da lavorare, veniva pagato per giocare a calcio e per questo è generalmente considerato come il primo calciatore professionista della storia.
Nell'estate del 1880 lasciò il Darwen e si unì al Blackburn Rovers, uno dei club rivali del Darwen. Col Blackburn giocò quattro finali di FA Cup, nel 1882, 1884, 1885 e 1886, perdendo quella del 1882 e vincendo le altre tre. Si ritirò poco più che trentenne, nel 1889.

## Nella cultura di massa
Fergus Suter è uno dei protagonisti della miniserie televisiva britannica del 2020 The English Game, interpretato da Kevin Guthrie.
La miniserie presenta però delle inesattezze storiche: Suter è presentato come il capitano della squadra di Blackburn che vince la FA Cup 1883, sconfiggendo in finale gli Old Etonians. In realtà a vincere quell'edizione furono i rivali cittadini del Blackburn Rovers, il Blackburn Olympic, mentre Suter faceva parte dei Rovers che persero la finale nel 1882.

## Palmarès

### Club

#### Competizioni nazionali
- Coppa d'Inghilterra: 3

Blackburn Rovers: 1883-1884, 1884-1885, 1885-1886

#### Competizioni regionali
- Lancashire Senior Cup: 1

Darwen: 1879-1880